# Andy Fickman
Andy Fickman es un director de cine, director de televisión y director de teatro estadounidense. Sus créditos como director de teatro incluyen el estreno del musical Reefer Madness!, la primera producción en Los Ángeles de la obra Jewtopia, y la producción de Los Ángeles y Off-Broadway Heathers: The Musical.
Hizo su debut en la pantalla dirigiendo la comedia adolescente Who's Your Daddy?.  La película fue estrenada directamente a DVD en 2005.
Es actualmente el director y productor de Internet Icon en YouTube.

## Vida personal
Fickman, quien es originario de Midland (Texas), fue a la Escuela Preparatoria Lee (Houston). Fickman se graduó en Texas Tech University y fue miembro de la fraternidad Sigma Phi Epsilon. Fue criado en el judaísmo conservador. En 2013, fue honrado con el premio Alumni of the Year por la United Synagogue Youth.

## Filmografía
- Who's Your Daddy? (2002) (also screenwriter)
- Reefer Madness: The Movie Musical (2005) (also executive producer)
- She's the Man (2006)
- The Game Plan (2007)
- Race to Witch Mountain (2009)
- You Again (2010) (also producer)
- Parental Guidance (2012)
- Paul Blart: Mall Cop 2 (2015)
- Lysistrata Jones (TBA)[7]
- The Undomestic Goddess (TBA)[8]

Fickman ha dirigido también un episodio de la serie de televisión Aliens in America (2007) y Hellcats (2011). También ha dirigido numerosos episodios de Liv and Maddie (2013–2017), trabajando también como productor ejecutivo.